# Milan-San Remo 1984
L'édition 1984 de la course cycliste Milan-San Remo s'est déroulée le samedi 17 mars et a été remportée en solitaire par l'Italien Francesco Moser quelques semaines après son record de l'heure à Mexico.

## Classement final
|    | Cycliste          | Pays     | Équipe                        | Temps           |
| -- | ----------------- | -------- | ----------------------------- | --------------- |
| 1  | Francesco Moser   | Italie   | Gis-Tuc Lu                    | 7 h 22 min 25 s |
| 2  | Sean Kelly        | Irlande  | Skil-Sem-Mavic-Reydel         | + 20 s          |
| 3  | Eric Vanderaerden | Belgique | Panasonic-Raleigh             | + 20 s          |
| 4  | Paolo Rosola      | Italie   | Bianchi-Piaggio               | + 20 s          |
| 5  | Daniele Caroli    | Italie   | Santini-Conti-Galli           | + 20 s          |
| 6  | Dag Erik Pedersen | Norvège  | Murella-Rossin                | + 20 s          |
| 7  | Eddy Planckaert   | Belgique | Panasonic-Raleigh             | + 20 s          |
| 8  | Noël Dejonckheere | Belgique | Teka                          | + 20 s          |
| 9  | Siegfried Hekimi  | Suisse   | Dromedario-Alan-Oece-Sidermeg | + 20 s          |
| 10 | Marc Madiot       | France   | Renault-Elf                   | + 20 s          |